# كرة القدم في فلسطين
بدأت كرة القدم في فلسطين منذ تأسيس الاتحاد الفلسطيني لكرة القدم في عام 1928 حيث يعتبر الاتحاد الفلسطيني لكرة القدم هو أول اتحاد كرة قدم في آسيا.
وأول نادي لكرة القدم هو نادي الروضة في القدس والذي تأسس في عام 1909، ولكن لم يعتمد بشكل رسمي ولم يعد موجود، ولذلك يعتبر أول نادي رياضي في فلسطين هو نادي غزة الرياضي في قطاع غزة الذي تأسس عام 1934 ،ولذلك يلقب نادي غزة الرياضي بعميد الأندية الفلسطينية.
وأول دوري في الضفة الغربية كان في موسم 1976–77 وفاز بأول دوري هو نادي سلوان، ولكن أول دوري في قطاع غزة كان موسم 1980–81 وفاز بأول دوري هو أهلي غزة.
وأول بطولة جمعت بين أندية قطاع غزة وأندية الضفة الغربية هي بطولة السوبر في عام 1986 وفاز بها نادي خدمات الشاطئ على نادي شباب الخليل.

## قطاع غزة
بدأت كرة القدم في قطاع غزة منذ تأسيس الدوري الفلسطيني الممتاز لأندية قطاع غزة في عام 1981.
وأول نادي تأسس من أندية قطاع غزة هو نادي غزة الرياضي الذي تأسس في عام 1934 ولذلك يلقب بعميد الأندية الفلسطينية.
وأول نادي يفوز بالدوري الفلسطيني الممتاز لقطاع غزة هو أهلي غزة في موسم 1980–81.
أما أول نادي يفوز بثنائية الدوري و الكأس هو نادي اتحاد الشجاعية في موسم 2014–15.

### محافظة خان يونس
تعتبر كرة القدم في محافظة خان يونس من الأقوى في قطاع غزة ويعتبر نادي خدمات خانيونس هو أول نادي في محافظة خان يونس حيث تأسس في عام 1952.
وكاد يكون نادي خدمات خانيونس بطل من أبطال  الدوري الفلسطيني في موسم 1987–88 ولكن لم تكتمل بسبب الإنتفاضة.
ويعتبر نادي شباب خانيونس هو أكثر نادي في محافظة خان يونس حصولاً بطولات رسمية ب(5 بطولات) حيث حصل على الدوري الفلسطيني مرتين، وحصل على كأس قطاع غزة ثلاث مرات.
ويعتبر ديربي خانيونس من أقوى الديربيات في قطاع غزة وهو الديربي الذي يجمع نادي شباب خانيونس بنادي اتحاد خانيونس.

### محافظة رفح
تعتبر كرة القدم في محافظة رفح هي الأقوى في فلسطين حيث يعتبر ديربي رفح من أقوى الديربيات في فلسطين وهو الديربي الذي يجمع نادي خدمات رفح بنادي شباب رفح.
ويعتبر نادي شباب رفح هو الأكثر حصولاً على البطولات في فلسطين ب(15 بطولة).
ويعتبر نادي خدمات رفح هو صاحب الرقم القياسي لبطولة الدوري في فلسطين ب(6 مرات).

#### أندية محافظة رفح
- أندية الممتاز
  - نادي شباب رفح
  - نادي خدمات رفح
- أندية الدرجة الأولى
  - نادي القادسية
- أندية الدرجة الثانية
  - نادي جماعي رفح
  - نادي الإستقلال